# 広島港
広島港（ひろしまこう）は、広島県広島市及び周辺に位置する港湾。旧宇品港を中心とする。港湾管理者は広島県。港湾法上の国際拠点港湾に指定されており、海運・物流・貿易の重要拠点である。また、港則法上の特定港に指定されている。

## 港湾区域
港湾区域は、広島湾の観音崎、峠島南端及び似島南東端を順次結んだ線、同島地獄鼻、大カクマ島南端及び大カクマ島南端と沖山ノ鼻を結んだ線上、同南端から4,950mの地点から318度に引いた線及び陸岸により囲まれた海面、ならびに太田川水系の猿猴川黄金橋・京橋川御幸橋・元安川南大橋・旧太田川（本川）舟入橋・天満川昭和大橋より下流域河川水面。但し、漁港漁場整備法（昭和25年法律第137号）により指定された草津漁港及び五日市漁港の区域を除く。
- 東は、峠島の東側の尖った場所が観音崎でここが東南端。
- 西は、廿日市市のハサミ状の港湾が廿日市港にあたりここが西端。
- 南は、似島の南端にあたる。

## 歴史

### 前史

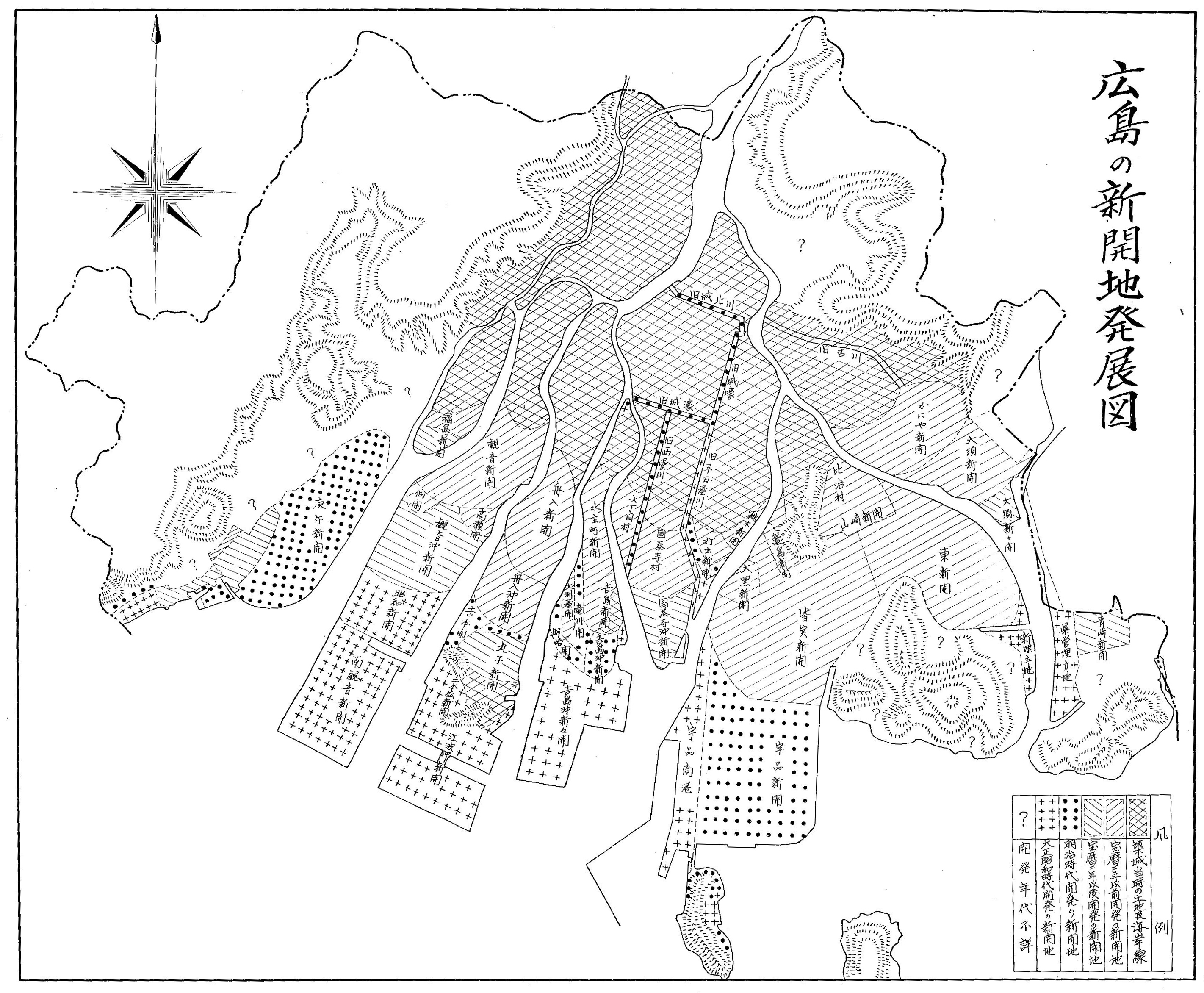
広島の新開地発展図。年代ごとの土地開発（干拓・埋立）がわかる。なお草津・古江は地図中央左"庚午新開"の更に左、尾長山は地図中央右"かにや新開"の上、祇園は地図中央上端あたり、江波は地図中央左下"丸子新開""仁保松新開""があるあたり。

この地は太田川の下流域にあたり、広島三角州が形成される前である古来においては遠浅の海で、小さな島や中洲が点在していた。現在の広島市西部にあたる西区草津や古江付近は古来は入り江で天然の港として用いられており、例えば神功皇后による三韓征伐の際にはそこを"軍津浦輪"（いくさづうらわ、軍船の拠点）として用いたという伝承が残っている。遣唐使や遣新羅使、日宋貿易と、瀬戸内海は中央と西の大陸を結ぶ交通路となったものの、現在の広島港内にあたる区域には潮待ちの港が整備されることはなかった。
広島三角州が形成される前は、現在の安佐南区祇園や東区牛田（太田川放水路河口から川沿約9～10km付近）が太田川河口であり、港湾施設はなく、例えば平安時代菅原道真が大宰府に左遷される途中に尾長山（現二葉山で広島駅北側）に休憩に訪れた際、船で近くまで寄せている。
初めて人工での港が形成されたのは平安時代末期、厳島神社荘園の倉敷地が当時太田川河口である佐東郡桑原郷（現安佐南区祇園）にできた時である。この桑原郷の港の存在は嘉応3年（1171年）『伊都岐島社領壬生庄立券文（新出厳島文書）』で確認できることからそれより前に港ができていたと考えられており、当時は太田川舟運と内海航路の拠点であったと推定されている。平安時代末期の安芸守としてこの地を治めた人物の一人に平清盛がおり厳島神社は清盛の手により造営されたが、この桑原郷の港も清盛が整備したかどうかは不明。
鎌倉時代以降、佐東郡は安芸守護職の安芸武田氏により支配され、水軍が創設され（武田水軍）その拠点として広島湾内に港が整備された。なおこの水軍は戦国時代武田氏滅亡後は毛利水軍に編入される。またこの時代に中国山地でのたたら製鉄に伴う大量の土砂流出により三角州が形成され、河口は沖合に伸びていった。
この鎌倉から安土桃山時代にかけて広島湾周辺にいくつか商業地と港が形成されている。例えば現安芸郡海田町成本付近には"二日市"が、現廿日市市には"佐西の浦"と呼ばれた港があり、この2つは応安4年(1371年) 今川了俊が九州探題に下向した際に書いた紀行文『道ゆきぶり』に登場する。
安土桃山時代、広島城が築城されると城下町として整備され、江戸時代に入ると河口部に水陸交通の拠点ができていく。加古町や舟入は当時あった水運拠点の一地区であり地名はその由来である。また、当時島であった江波には"江波港"が外港として栄え、江戸時代末期には広島藩により貿易港として整備される計画も挙がったものの版籍奉還により頓挫している。

### 宇品港

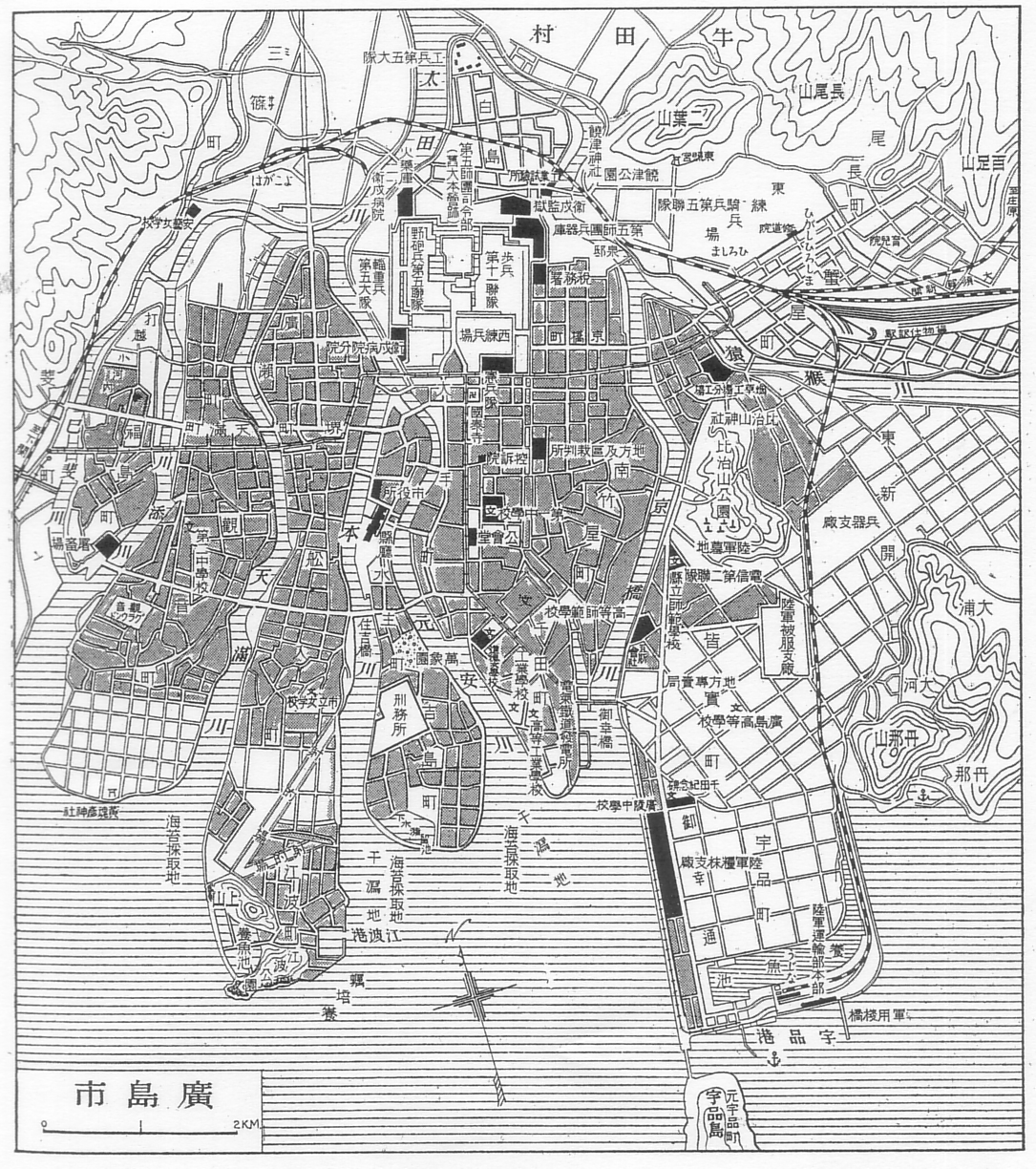
1930年頃の広島市地図。宇品港形成以降。右側が軍用桟橋で左側は市営（民間）桟橋。まだその他の河口部が整備されていない。

明治以降、広島は都市として栄えていった。ただ太田川河口は堆積土砂による遠浅のため大きな船舶の通行ができないことから近代的な貿易港整備の必要性に迫られ、行政に対し地元より要望が出されるようになった。更に当時、廃藩置県以降の旧広島藩士に対する士族授産（士族への生活救済政策）として大規模な政策が考えられていた最中であった。
1880年（明治13年）、千田貞暁が広島県令（知事）に就任するとその要望に応え整備に向け動き出す。1881年（明治14年）から1884年（明治17年）にかけて基本計画を内務省のお雇い外国人であるローウェンホルスト・ムルデル技師が作成、1884年9月千田を発起人として宇品にて築港事業が着工した。当初予算は8万7,000円、財源には地元からの寄付や旧広島藩主浅野長勲が旧藩士に与えようとした士族授産補助金が当てられた。新しい技術として、潮止めには服部長七が考案した人造石が用いられている。
1885年（明治18年）、明治天皇山陽道巡幸において、広島からの呉市への行幸出発点として当時工事中であった宇品港が選ばれている。
この宇品築港事業は難工事であった。工事期間中、何度も災害に遭遇しそのたびに当初計画から数度の設計変更することになり、工事費は最終的に約30万4,500円までに跳ね上がった。千田は資金工面のため奔走し2度の国庫補助金を得たものの、1889年（明治22年）3月このことが原因となり国から懲戒を科され更に左遷されることになった。

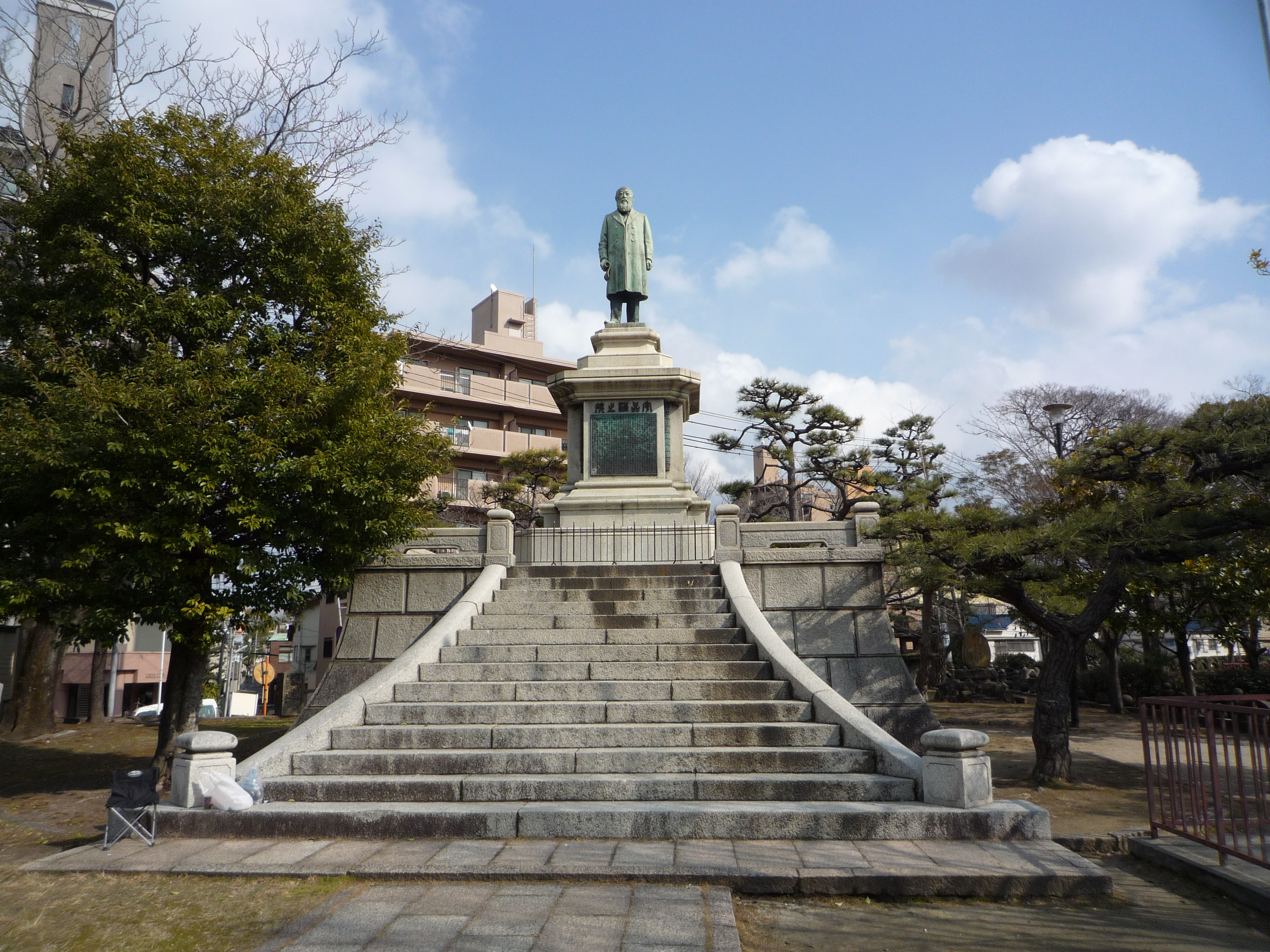
千田貞暁銅像

また住民による様々な騒動にも発展している（千田の項を参照）。
1889年（明治22年）11月、着工から5年後に宇品築港事業竣工、翌1890年（明治23年）竣工式が行われた。
竣工当時は広島という地方都市に不釣合いな大規模港で多大な費用をかけた工事であったことから千田の失政だと批判されていたが、1894年（明治27年）日清戦争時に宇品港は"軍用港"として兵站拠点の最前線となり、のちの日露戦争でも同様の状況であったことから、千田は再評価されることになった。またこれに関連して、1894年に旧国鉄宇品線（広島駅～宇品間5.9 km）が開通している。
1922年（大正11年）公有水面埋立法により「宇品港」指定。この間高潮被害に遭遇したり、1905年（明治38年）芸予地震の際には埋立地という特性から宇品地区は多大な被害を受けている。
当時の賑わいは文部省唱歌「港」や、現在港周辺にある公園の記念碑などで窺い知ることが出来る。なお、宇品港は終戦まで陸軍船舶司令部が置かれ軍用港として用いられ、戦後は引揚援護局が置かれ復員および引揚者の受け入れ港となった。

### 昭和初期の拡大

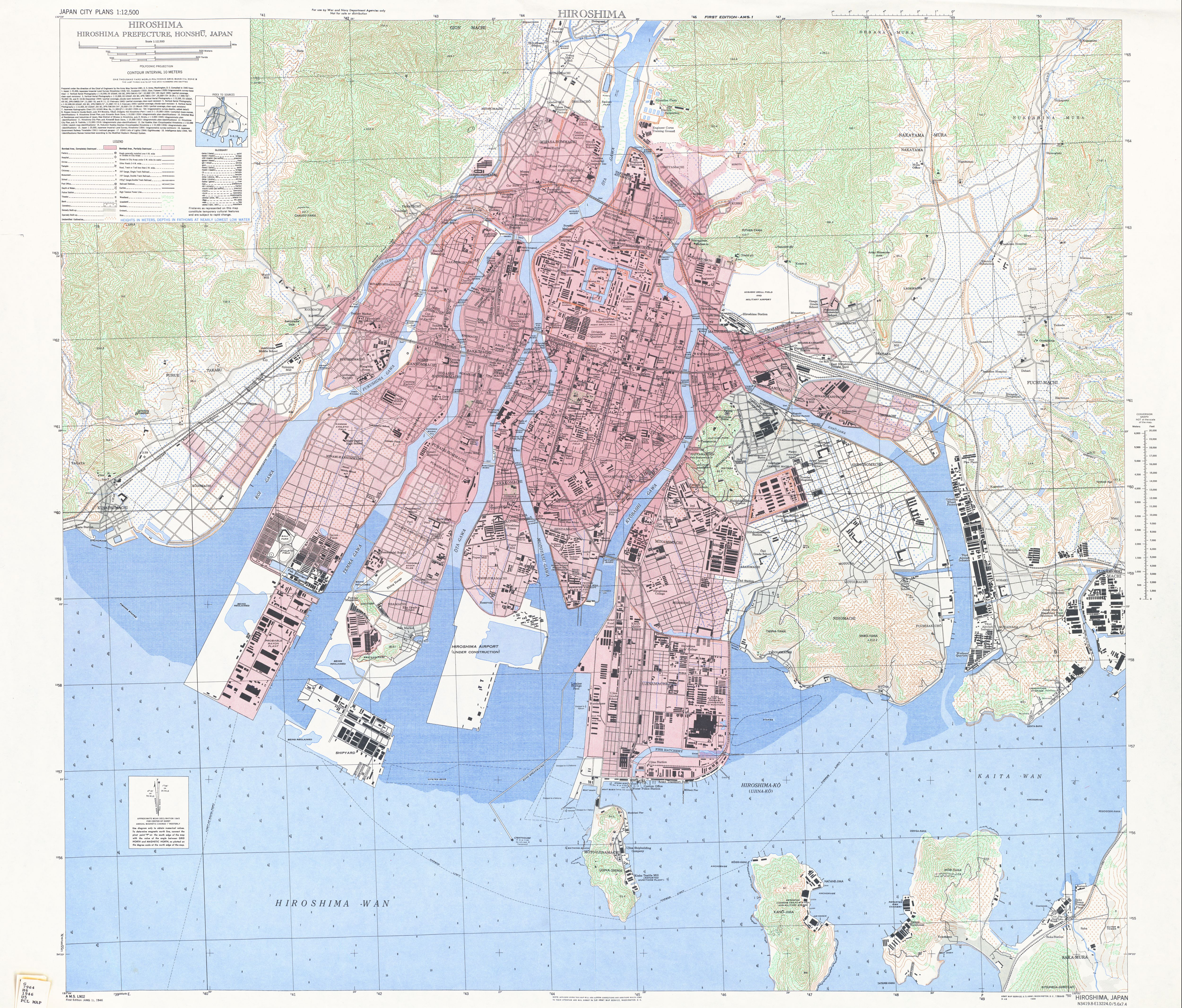
1945年米軍作成の広島市地図。宇品の西側に"Lumber Storage Pool"（木材港）"Warehouses"（倉庫群）が見える。それより西側に"HIROSHIMA AIRPORT"（陸軍広島飛行場）、更に西に"SHIPYARD""RAYON PLANT"と工業施設が見える。

第一次世界大戦以降、広島は商業地として発展を遂げ、さらなる港湾施設の整備が要望された。1932年（昭和7年）「広島港」に改称、1933年（昭和8年）第二種重要港湾に指定。
1933年、まず県営工事として宇品の西端側つまり現在の宇品西地区を商業港として修築が着工した。当初事業費は350万円。
あわせて工業港として整備が進められた。当初の計画は1940年（昭和15年）に策定、工期は10年、宇品以西の河口部つまり千田・吉島・江波・観音・庚午・草津の沖を8工区に分け、第1工区から第5工区（千田から観音まで）を県営工事として第6工区から第8工区（庚午・草津）を市営工事として整備し、その合計約132万坪に企業を誘致し一大工業地帯（軍需工場）を整備する予定で進められた。また同時に内務省により太田川改修工事（太田川放水路）が進められており、浚渫土砂を工業港造成に用いることも考えられた。そこへ第二次世界大戦による戦時対応のため工期を3年に短縮、第2工区吉島・第3第4工区江波（現江波南・江波沖町）・第5工区観音の合計986,460坪を整備する計画に変更された。
1940年（昭和15年）6月、臨時広島県議会にて議決、総事業費1,970万円、財源は埋立地の用地売却費と県債による。最大の問題点であった漁業補償も相川勝六知事の尽力により同年9月には解消している。
1940年11月、着工。順調に進められたが、1941年（昭和16年）12月太平洋戦争勃発以降は資材および労力不足により工程はズレていった。この間、第2工区は陸軍に接収され広島飛行場となり、第3工区は工事中止したものの、第4・第5工区には三菱重工業誘致が決定した。また1945年（昭和20年）広島市への原子爆弾投下に遭遇、戦後は工事を続けることが一層困難となった。
1947年（昭和22年）3月、工事途中のものも残して商業・工業港ともに打ち切り竣工となった。

### 現代

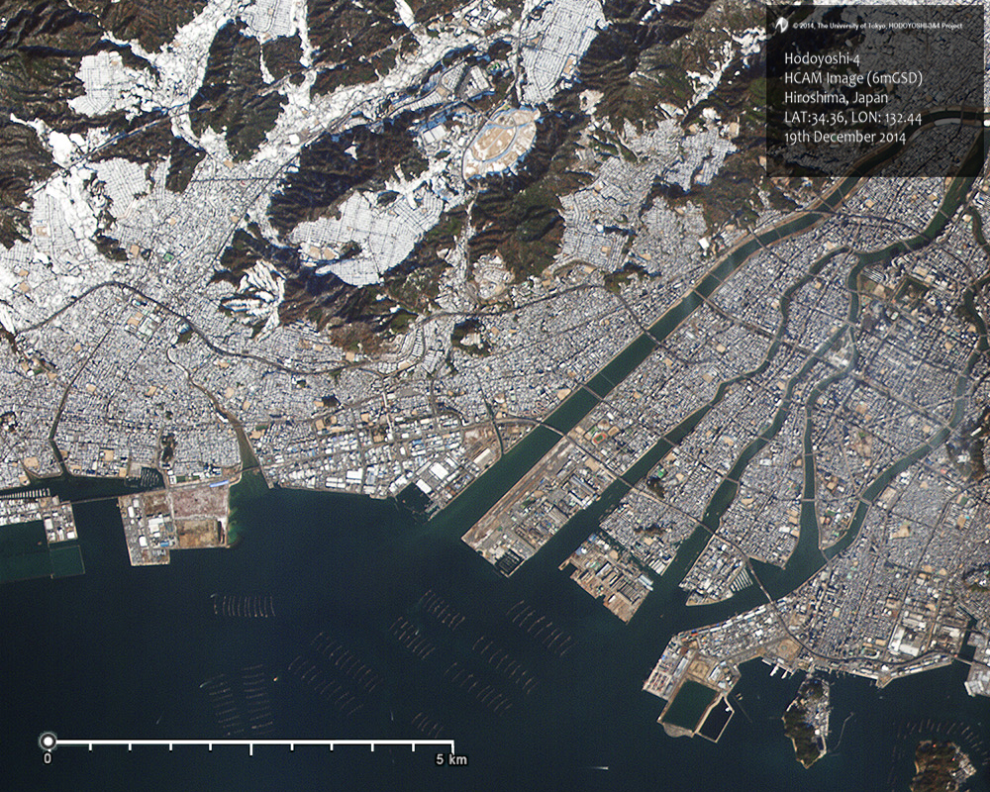
2014年。左端から廿日市・五日市地区、草津漁港、観音地区、江波地区、吉島地区、出島地区、宇品中央・宇品内港・元宇品地区、宇品外貿地区。

1948年（昭和23年）に貿易港として開港指定される。1951年（昭和26年）重要港湾に指定、1953年（昭和28年）広島県が港湾管理者に認可され、1992年（平成4年）国際拠点港湾（旧・特定重要港湾）に指定される。
また1970年（昭和45年）港湾区域変更により廿日市港区が編入され材木港を整備、1978年（昭和53年）開港した。
以下、国や県が絡んだ主な整備事業を列挙する。
- 1953年 - 1988年 : 運輸省「宇品外貿埠頭改修事業」
- 1958年 - 1964年 : 広島県「東港区臨海工業地帯埋立事業」
- 1961年 - 1965年 : 広島県「西港区中小企業工業地帯埋立事業」
- 1964年 - 1975年 : 広島県「宇品県営桟橋旅客施設事業」
- 1970年 - 1978年 : 運輸省・県「廿日市木材港改修事業」
- 1974年 - 1975年 : フェリー埠頭公社「出島フェリー埠頭整備事業」
- 1978年 - 1986年 : 運輸省・県・公および民間会社「海田湾整備事業」
- 1987年 - 現在 : 運輸（現国土交通省）・県「五日市港湾整備事業」
- 1991年 - 1998年 : 県・三セク「観音地区マリーナ整備事業」
- 1992年 - 2006年 : 運輸（国土交通省）・県「広島ポートルネッサンス21・宇品内港地区港湾整備事業」
- 1993年 - 1997年 : 県「廿日市木材港改修工事（2期）」
- 1996年 - 現在 :  運輸（国土交通省）・県「広島ポートルネッサンス21・出島地区港湾整備事業」

これとは別に、1960年代までにマツダにより仁保沖の埋立が行われ、マツダ宇品工場が完成し自動車輸出港として整備されている。
2003年（平成15年）には広島港に新旅客ターミナル完成、広島電鉄宇品線の軌道をターミナル前まで延伸し、バリアフリー化を図っている。

## 主な施設
宇品地区を中心とする港一帯は2012年（平成24年）11月10日にみなとオアシスの登録をしていて、広島港宇品旅客ターミナルを代表施設とするみなとオアシス広島として交流拠点ともなっている。また坂町地区一帯は2012年（平成24年）8月26日にみなとオアシスの登録をしていて、人工海浜を代表施設とするみなとオアシスベイサイドビーチ坂として賑わい拠点ともなっている

### 出島地区

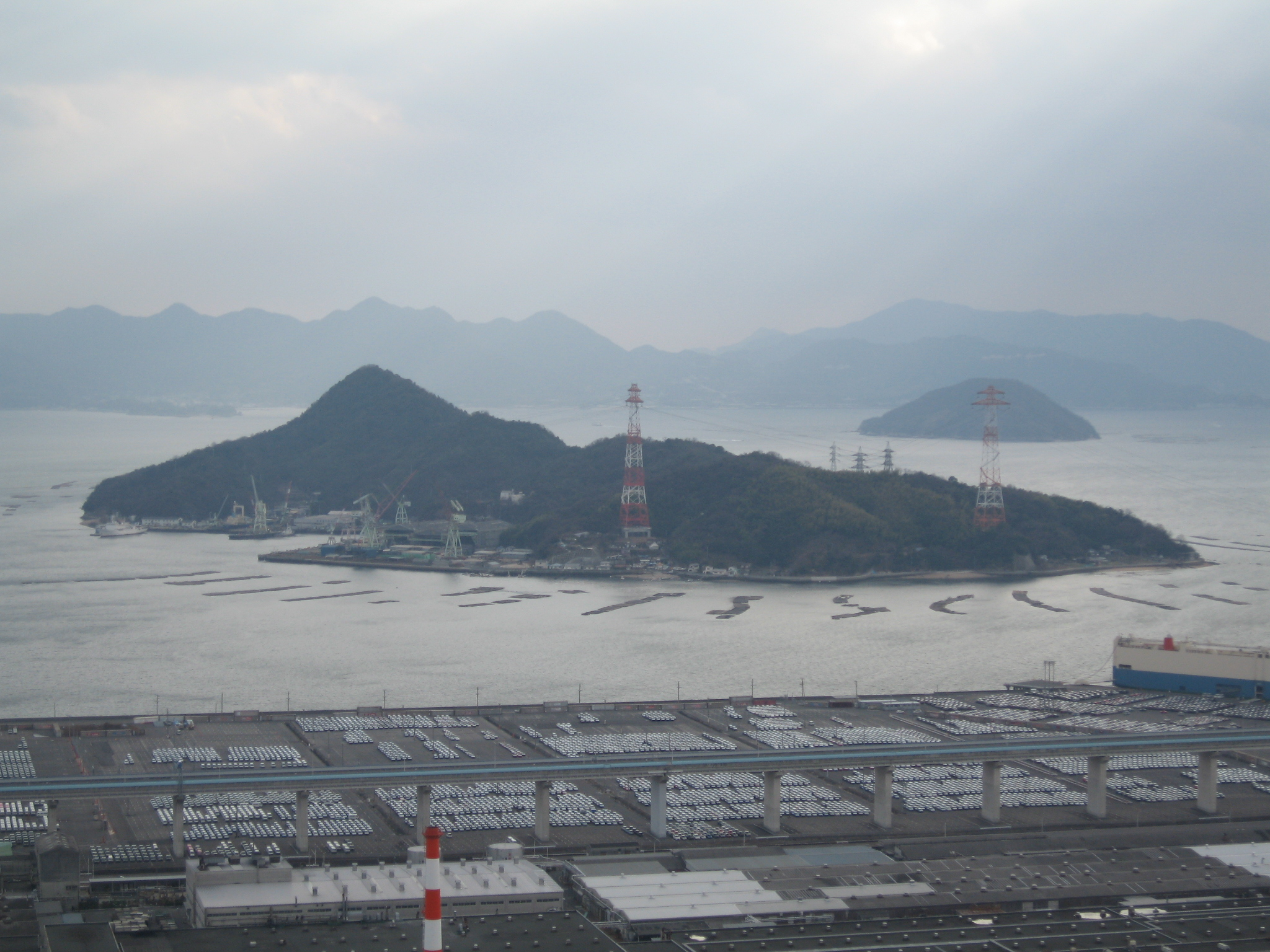
マツダ宇品工場 〔手前〕 から積み出される完成自動車

国際コンテナターミナルを有し、広島港の外貿コンテナ物流基地の役割を果たしている。
広島国際フェリーポート
2002年に国際フェリー航路専用のフェリー乗り場としてオープン・供用開始。フェリーポートオープンと同時に釜山港（韓国）との間に釜関フェリーが週3往復の運航を開始したが、2005年に航路は運休となり　施設は長い間閉鎖されていた。
2019年4月から2021年5月まで広島県を含む瀬戸内地方7つの県を拠点とするアイドルグループSTU48の劇場船「STU48号」が広島で公演が実施される際の開催地及び、公演が開催されていない時の停泊港として使用されていた。同時に広島国際フェリーポートビル1階にはSTU48の公演開催時のみオープンするクロークが設けられた。

### 宇品外貿地区
主に完成自動車や穀物等を取り扱っている。また、不定期の大型旅客船が年間20隻以上寄港している。

### 海田地区
海田コンテナターミナルとして主に自動車部品の輸出に利用されている。

### 五日市地区

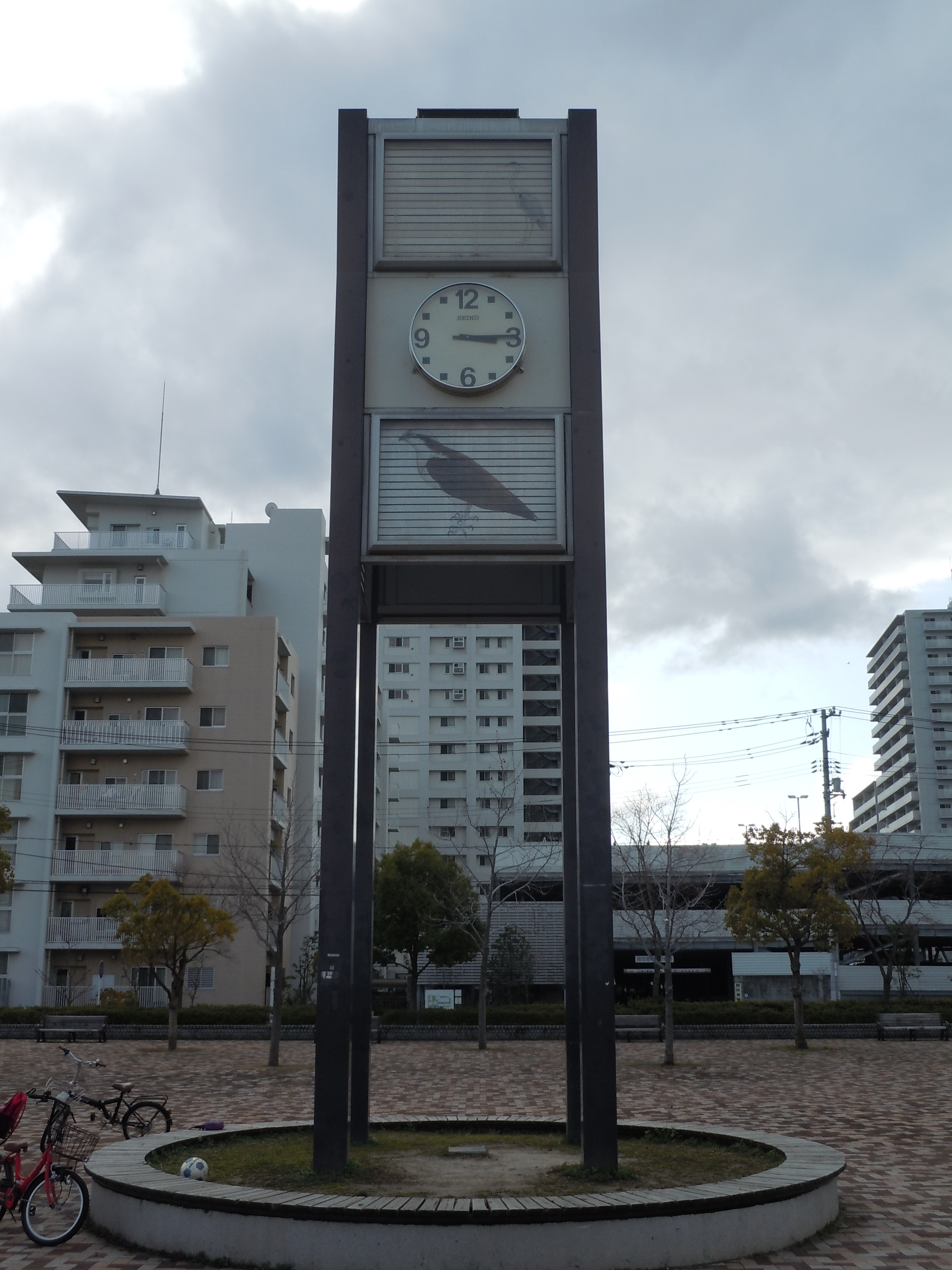
みずとりの浜公園にある時計塔

主に完成自動車と砂・砂利を取り扱っている。
みずとりの浜公園
広島市佐伯区に造成された八幡川河口にある人工干潟と隣接する公園で、1996年3月に竣工した。駐車場、芝生広場、野鳥観察小屋などがある。

### 廿日市地区（木材港）
西日本有数の規模を誇る木材専用港である。
なお、大変増殖力が強く、生態系等に悪影響を及ぼすアルゼンチンアリは当港から侵入したものと考えられている。

### 宇品内港地区
広島港宇品旅客ターミナル
広島市南区宇品海岸一丁目にあり、2003年に完成した広島港宇品旅客ターミナルと、以前から使用していた広島港宇品旅客東ターミナルの2棟がある。みなとオアシス広島の代表施設。広島市が広島県から管理を受託している が、広島市営桟橋と区別する場合には県営桟橋と通称される。
四国地方や島しょ部を結ぶ海上旅客交通の拠点となっている。
広島みなと公園
広島市南区宇品海岸一丁目、広島南道路の南側から広島港宇品旅客ターミナルの間にある広島港湾振興事務所が管理する公園。みなとオアシス広島を構成する施設の一。面積は全体で 10ha。広場やランニングコース、駐車場、駐輪場、トイレがある。

### 宇品中央地区
広島市営桟橋
広島市南区宇品海岸二丁目にある、広島海上ビル内に待合室があり、金輪島行、似島（似島学園）行の旅客船が発着する。待合所はみなとオアシス広島を構成する施設の一。
海上保安庁広島海上保安部が使用する桟橋（通称：六管桟橋）、広島市消防局の消防艇が使用する桟橋、船溜りがある。
宇品波止場公園
広島市南区宇品海岸三丁目にあり、芝生広場、駐車場、駐輪場がある公園。みなとオアシス広島を構成する施設の一。
公園内には旧国鉄宇品線のモニュメントや、旧陸軍の軍用桟橋跡記念碑がある。1989年に開催された海と島の博覧会で制作されたパラダイスの塔が移設されている。
毎年7月に開催される広島みなと夢花火大会の主会場である。
また、年に1度、独立行政法人航海訓練所所有の帆船「日本丸」又は「海王丸」の入港に合わせて「帆船フェスタひろしま」が開催される。

### 元宇品地区
元宇品地区にはグランドプリンスホテル広島がある。また、宇品灯台周辺から宇品内港地区にかけての森は広島市内でも数少ない原生林の1つでクスノキの巨樹などがあり瀬戸内海国立公園に指定されている。広島港の中でも自然が豊かな地区である。
元宇品浮桟橋
広島市南区元宇品町、グランドプリンスホテル広島の先にある桟橋。過去にはひろしま海の駅として海の駅に登録されていた。

### 吉島地区
ボートパーク広島
中区吉島の貯木場跡に作られたマリーナ。2007年10月1日からボートの係留が開始された。よしじま海の駅として海の駅に登録している。みなとオアシス広島を構成する施設の一。

### 観音地区
観音地区の大規模なプレジャーボート基地である広島観音マリーナはひろしま・かんおん海の駅として海の駅に登録している。
観音マリーナ海浜公園
1996年3月に竣工した広島観音マリーナに隣接する公園。
大型アウトレットモールであるマリーナホップがあるなど、海岸線に工場が多く立地する広島港においては数少ない親水性のある地区である。

### 似島地区
似島に旅客船が発着する、家下（やじた）地区の桟橋および、長谷地区の似島学園前桟橋も港湾区域内となっている。また、桟橋は広島市が管理を受託している。桟橋待合所、似島地区交流拠点施設（ウェルカム似島）、似島臨海少年自然の家はそれぞれみなとオアシス広島を構成する施設の一。

### 坂町地区
ベイサイドビーチ坂・親水公園
広島県安芸郡坂町水尻地区には、人工海浜が造成された。水尻駅が最寄りとなっている。ベイサイドビーチ坂はみなとオアシスベイサイドビーチ坂を構成する施設の一。

## 定期航路

### 旅客航路

#### 広島港宇品旅客ターミナル
- 瀬戸内海汽船・石崎汽船（共同運航）
  - 広島 - 呉中央桟橋 - 松山観光港 高速船（スーパージェット）（1日12便）、フェリー (1日10便）… 呉通過便も有り
- 瀬戸内シーライン
  - 広島 - 江田島（小用港） 高速船 （1日20便）… 江田島（切串西沖桟橋）寄港便も有る。
  - 広島 - 能美（高田港） - 能美（中町港） 高速船（1日23便） … 2015年10月1日に江田島市企業局交通課から移管。能美海上ロッジ 寄港便も有り
  - 広島 - 能美（三高港） フェリー（1日14便） … 2016年10月1日に合併前の江田島汽船から引き継ぎ
  - 広島 - グランドプリンスホテル広島前 - 宮島3号桟橋 高速船（1日8便）
- 上村汽船
  - 広島 - 江田島（切串） フェリー（1日22便）
- 似島汽船
  - 広島 - 似島（家下） フェリー（1日13便） … 似島学園桟橋寄港便も有り

#### 広島市営桟橋
- 金輪島会
  - 広島（市営） - グランドプリンスホテル広島前 - 金輪島 旅客船
- バンカー・サプライ
  - 広島（市営） - 似島（似島学園） 高速船

### 運休・廃止となった旅客航路
- 広島グリーンフェリー

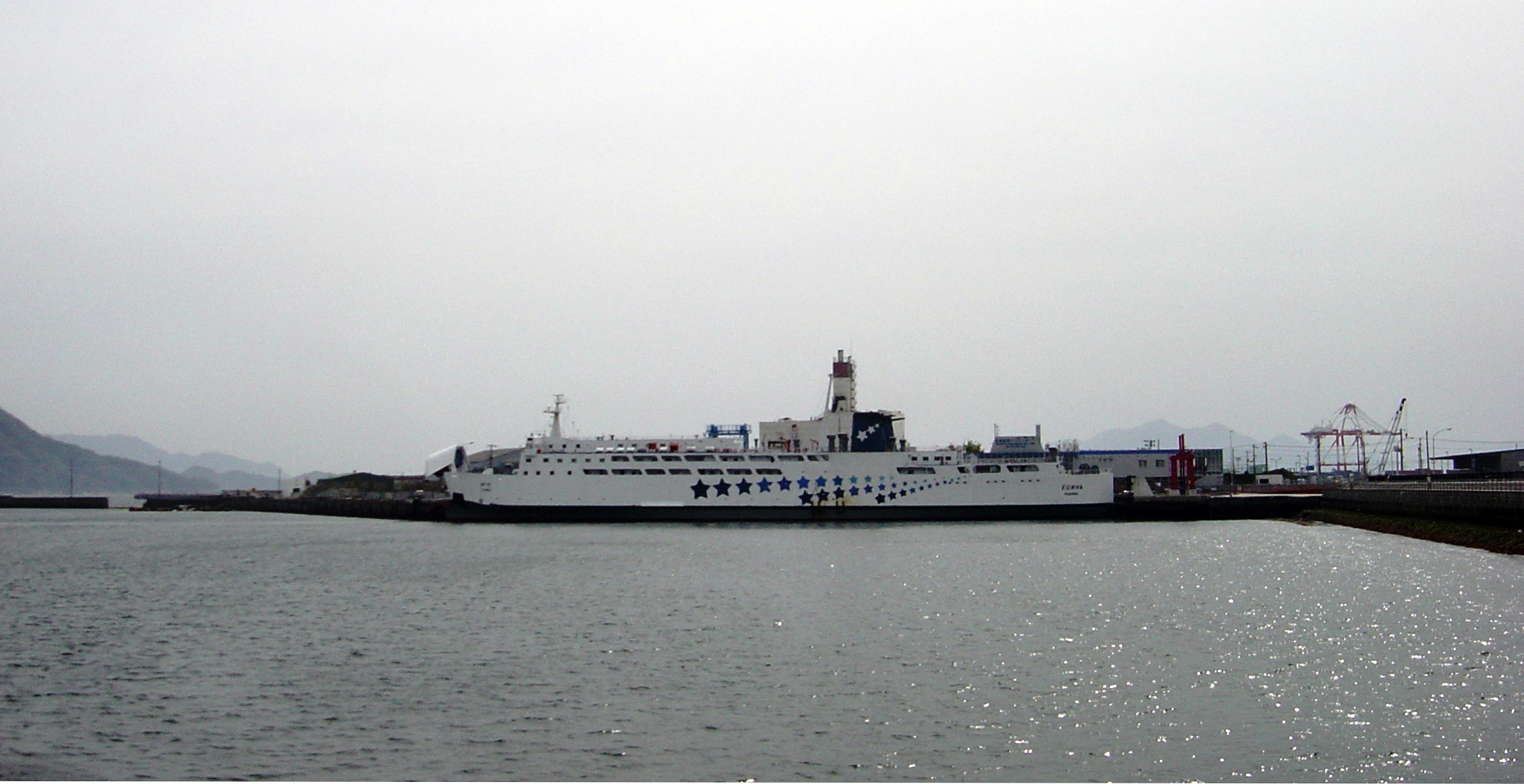
かつての釜関フェリー「銀河」

  - 広島（出島） - 大阪 フェリー … 1971年就航、1982年廃止
- 釜関フェリー
  - 広島 - 釜山  フェリー　…「銀河（ウンハ）」 により運航されていたが2005年8月から運休。
- 広別汽船
  - 呉 - 広島 - 別府 フェリー … 1970年就航（広別汽船移管前も1923年より就航していた）、1999年廃止
- ソレイユエクスプレス
  - 呉 - 広島（宇品） - 柳井 - 別府 高速船 … 2005年2月から運休
- 広今あきなだ高速
  - 広島 - 呉 - 上蒲刈島（宮盛） - 豊島 - 大崎下島（久比） - 大崎下島（大長） - 今治 高速船 … 2006年11月30日に廃止
- ウインロード
  - 広島 - 似島 - 江田島（大須） - 能美（三高） 高速船 … 2007年2月3日に廃止
- 江田島市企業局交通課
  - 広島 - 能美（高田） - 能美（中町） フェリー … 2010年10月1日から2011年3月31日まで休止後、廃止

### 湾内クルーズ
- 瀬戸内海汽船
- アクアネット広島

また、瀬戸内シーラインの江田島（切串）行きフェリー定期便を利用し、広島港（宇品）- 江田島（切串）- 広島港（宇品）を乗船したまま往復する『広島湾おさんぽクルーズ』 や、似島汽船の似島行きフェリー定期便を利用し、広島港（宇品）- 似島 - 広島港（宇品）を乗船したまま往復する『にのしまクルーズ』といった企画がある。

## 広島港旅客ターミナルへのアクセス
路面電車

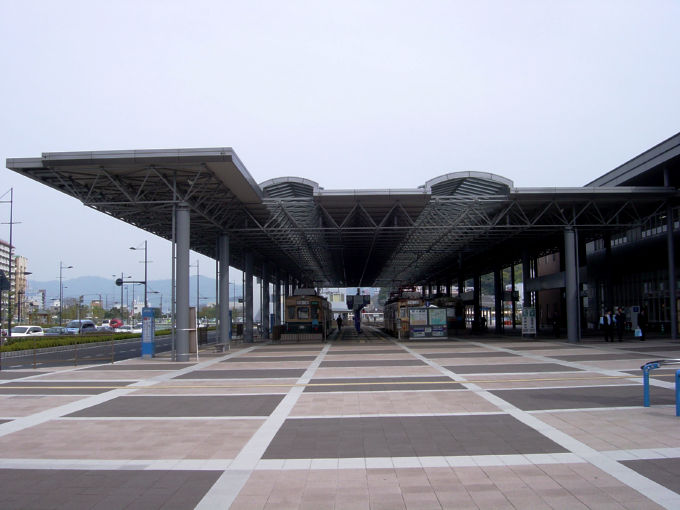
広島港（宇品）電停

- 広島電鉄宇品線（1,5,7号線系統）広島港（宇品）電停下車
  - 広島駅からは5号線系統（比治山下経由）広島港（宇品）行きで約30分
  - 八丁堀からは1号線 広島港（宇品）行きで約35分
  - 本通からは1,7号線系統 広島港（宇品）行きで約30分
  - 横川駅からは7号線で約50分

路線バス
- 広島バス（21-1号線,21-2号線 系統）広島港桟橋バス停下車
  - 紙屋町から広島港・グランドプリンスホテル広島行きで約25分 広島駅からは約35分
- 広島バス（広島みなと新線 311,312番）広島港桟橋バス停下車
  - 広島駅から広島港行きで約35分
- 広島バス・広電バス（西風みなとライン 201,202番）広島港桟橋バス停下車 （社会実験路線 土・日・祝日および年始・お盆に運行）[41]
  - アルパークから広島港桟橋行きで約20分（ジ・アウトレット広島方面からアルパークで乗り継ぎ）

道路
- 国道487号線 宇品通り（国道2号方面）
- 広島南道路 広島高速3号線 宇品出入口（山陽自動車道広島東IC・海田大橋・広島呉道路方面） / 出島出入口（商工センター・廿日市市方面）

## 広島市営桟橋へのアクセス
路線バス

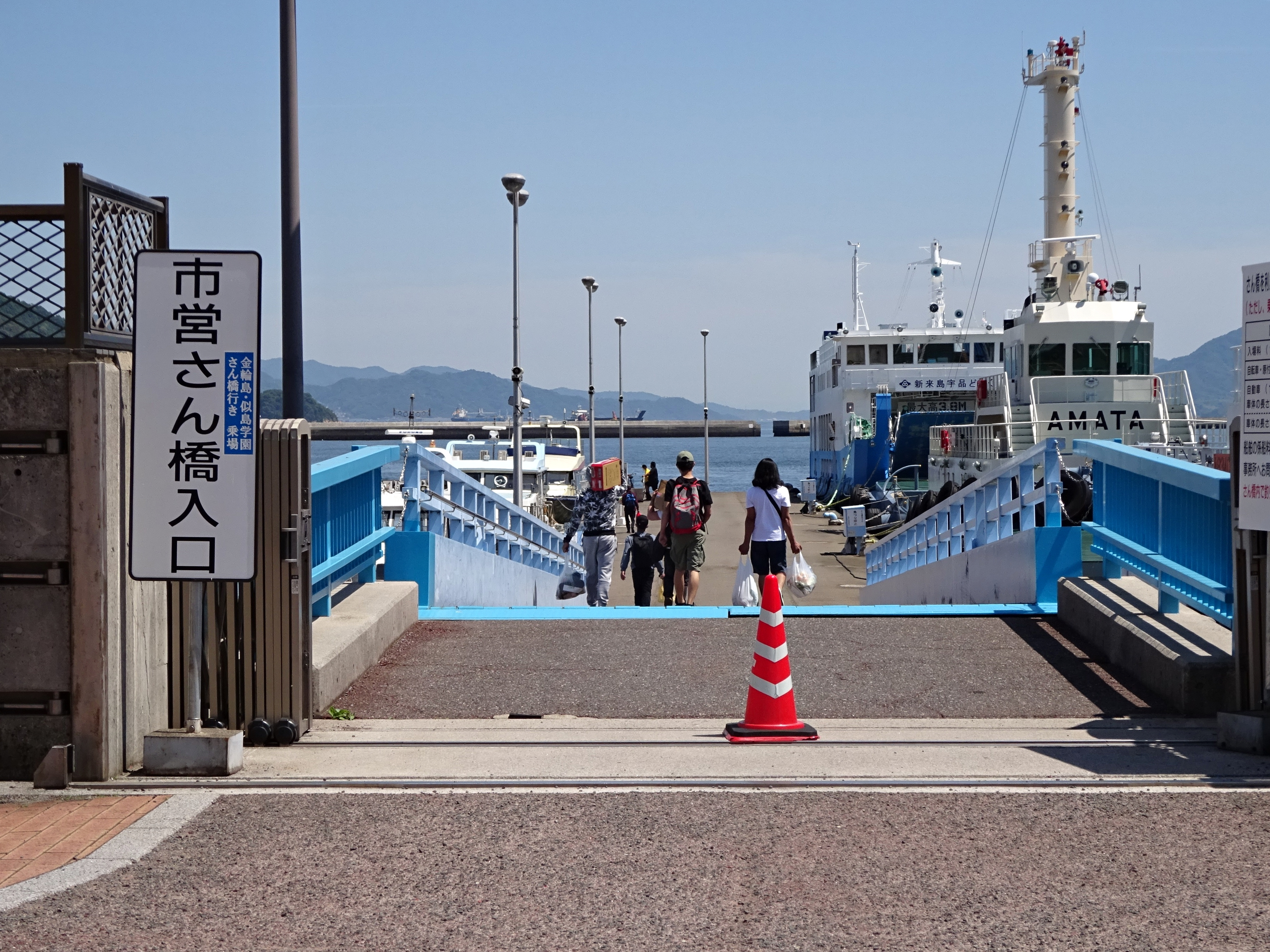
広島市営さん橋

- 広島バス（21-1号線 系統）御幸松バス停下車

路面電車
- 広島電鉄宇品線（1,3,5号線 系統）海岸通電停下車

## 関連情報
- ひろしま戦前の風景 - 中国放送(RCC)。戦前の宇品港の映像がある。
- 広島港築港120周年記念事業 - 広島県